# Pointe au Sel

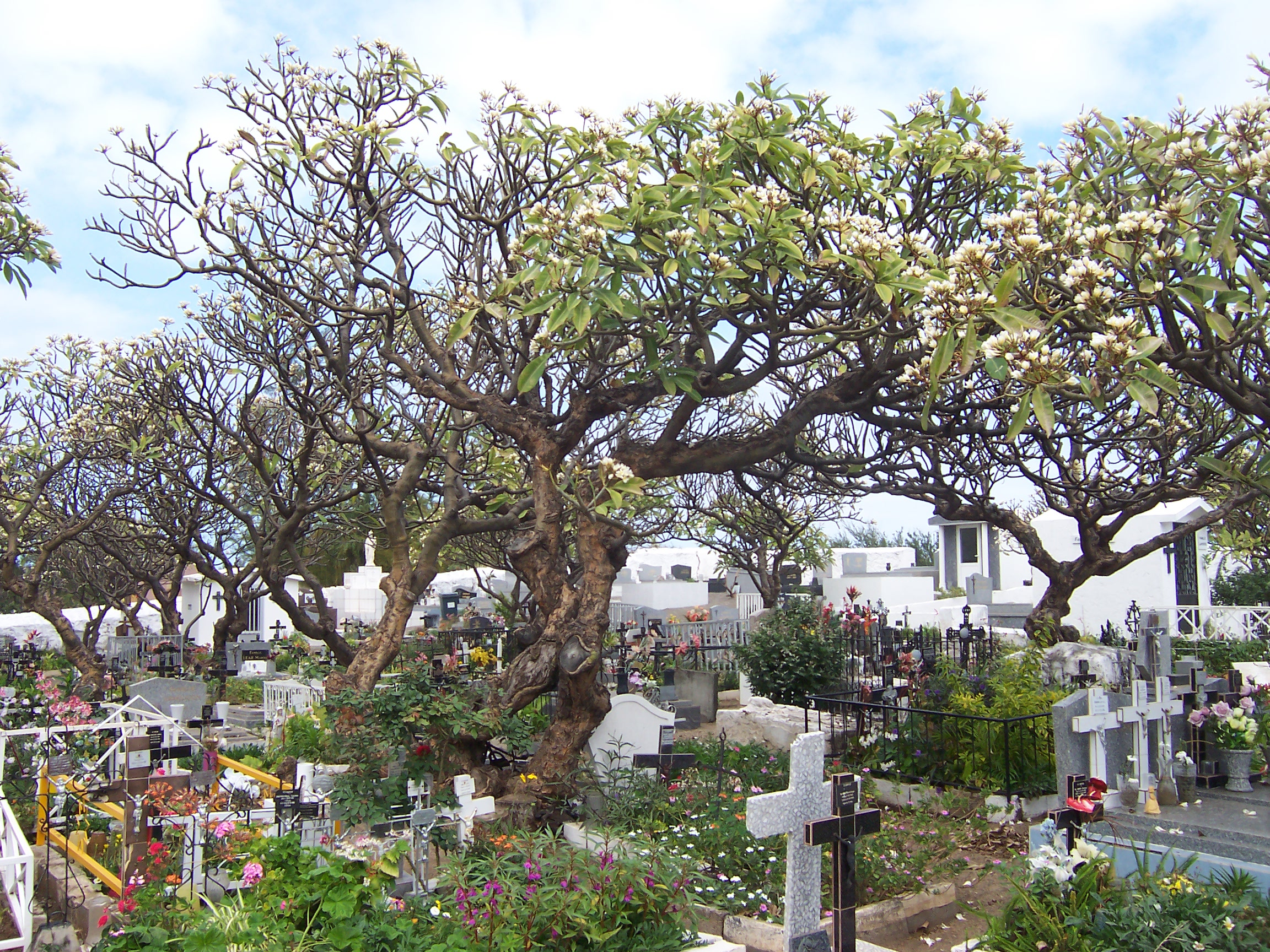
Des frangipaniers dans le cimetière de la pointe au Sel.

La pointe au Sel, autrefois pointe de Bretagne, est un cap de l'ouest de l'île de La Réunion, département d'outre-mer français dans le sud-ouest de l'océan Indien. Située sur le territoire communal de Saint-Leu, au sud du centre-ville, elle abrite quelques habitations qui font de la zone alentour un petit quartier abritant également une saline et un four à chaux.
Ce quartier dispose également d'un cimetière très fleuri où l'on trouve coleus, songes, roses, pervenches de Madagascar, cordylines, cannas, lys, euphorbes, anthuriums et autres orchidées. Il dispose également de frangipaniers de grande taille qui étaient peut-être déjà là avant l'édification de l'infrastructure. Comme d'autres cimetières de la commune, il se caractérise par un nombre important de sépultures délimitées par de simples carreaux de terre plutôt que par d'habituelles pierres tombales, résultat d'une préférence locale pour la terre.
On y trouve un bassin créé par des roches volcaniques appelé localement "La caverne ", le gouffre lui étant proche, où l'on peut se baigner.
Historiquement cet espace est relié au domaine de l'usine, occupé actuellement par le Musée Stella Matutina, muséum industriel et agricole. On y trouve en effet un bassin artificiel construit pour récupérer l'eau de la nappe phréatique plus fraîche, autrefois pompée et refoulée vers l'usine sucrière en vue de refroidir les machines, à la limite de la petite plage de sable blanc au pied des habitations.
Site sensible protégé et classé par arrêté préfectoral depuis 1978, acquis par le Conservatoire du Littoral, il abrite aussi un Musée du Sel créé après la fin de l'exploitation privée des marais salants artificiels. La végétation est principalement de type savane semi-sèche. La faune terrestre est anecdotique ainsi que la faune aviaire marine alors que la faune aviaire terrestre est composée d'oiseaux essentiellement établis dans les bas de l'île et qui se retrouvent partout ailleurs. 

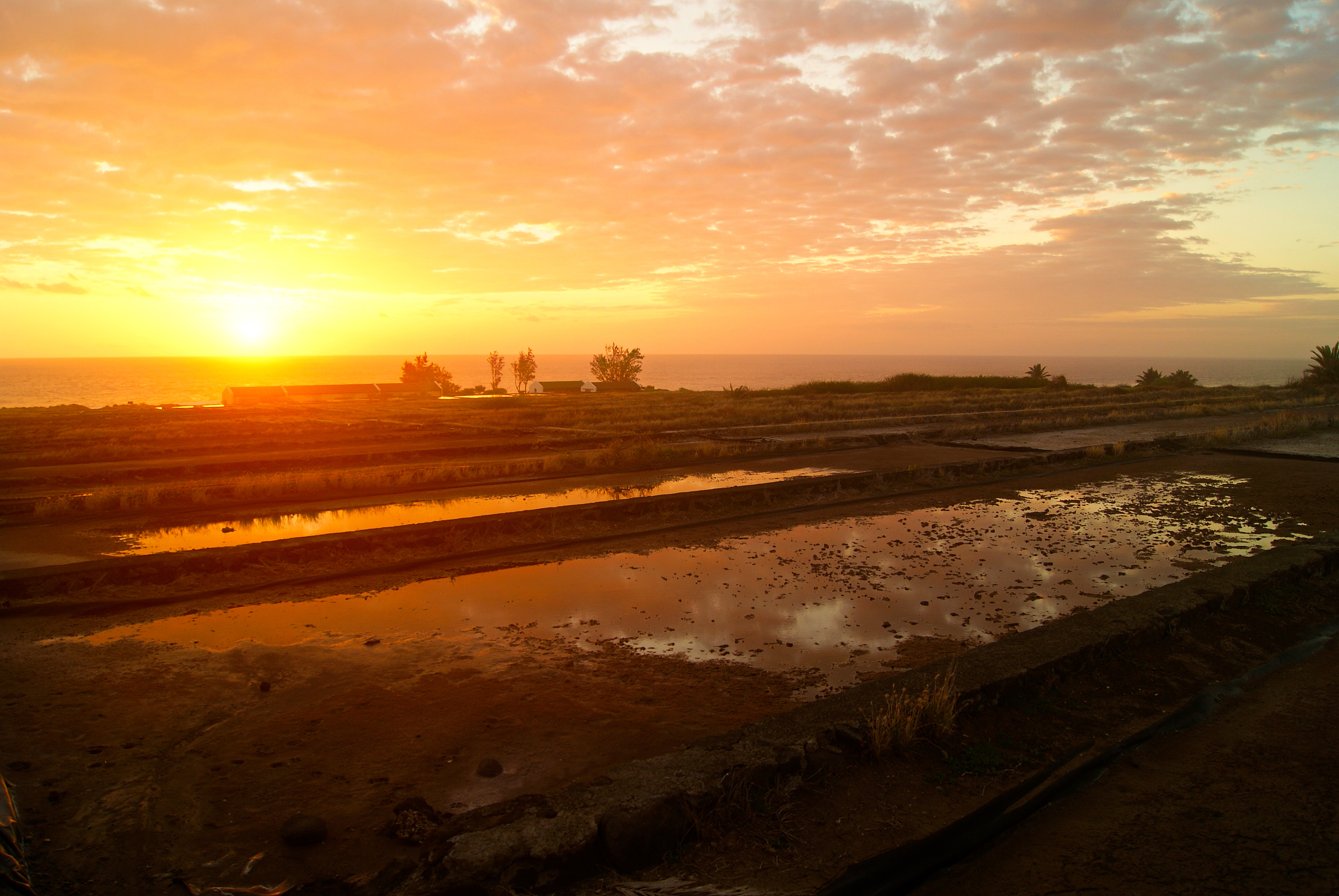
Soleil couchant sur les salines

 Le site ayant été sommairement aménagé a vu sa fréquentation touristique augmenter ces dernières années et est devenu un endroit privilégié pour tous les photographes.